# Соловей, Иван Прокопович
Иван Прокопович Соловей (укр. Іван Прокопович Соловей; 11 сентября 1898, Рудовка, Прилуцкий уезд, Полтавская губерния, Российская империя — 15 июля 1937, Киев, СССР) — украинский советский деятель высшего образования. Декан факультета политического образования Харьковского института народного образования, директор Всеукраинского института коммунистического образования в 1929—1935 годах. Был обвинён в контрреволюционной террористической деятельности и приговорён к расстрелу. В 1958 году был реабилитирован.

## Биография
Иван Соловей родился 11 сентября 1898 года в селе Рудовка Прилуцкого уезда Полтавской губернии. Получил неполное высшее образование, трудовой путь начал учителем младших классов. Впоследствии стал преподавать в Сумском педагогическом техникуме. В сентябре 1927 года возглавил факультет политического образования в Харьковском институте народного образования, став его вторым деканом. Иван Соловей провёл окончательную корректировку учебного плана факультета, занимался разработкой программы и графика практик, способствовал улучшению материального состояния отделения. Руководство Народного Комиссариата просвещения УССР отметило его удачное руководство на должности декана, поэтому после того, как факультет был преобразован в отдельный Харьковский институт политического образования, Иван Соловей стал его директором. Он продолжал оставаться на этом посту после преобразования вуза в 1930 году в Харьковский институт коммунистического образования, а через год во Всеукраинский институт коммунистического образования.
Во время руководства Соловья была введена аспирантура при кафедре библиотековедения в 1931 году. Также директор заботился об инфраструктуре вуза, так по его инициативе был открыт в том же году детский дом-интернат для детей студентов учреждений высшего образования в посёлке Высокий. В 1934 году институт получил собственную столовую, а перед началом 1934/35 учебного года был проведён капитальный ремонт учебных помещений и общежитий. В последних, для повышения комфорта проживающих, были введены буфеты и размещены установки «Титан» с постоянным наличием кипятка.
Институт в течение директорства Соловья трижды признавался лучшим учреждением высшего образования в системе Народного Комиссариата просвещения УССР, а также неоднократно премировался за высокие результаты на Всесоюзных соревнованиях вузов. Исследовательница Надежда Бабкова отмечала, что Иван Соловей «сформировал преподавательский штат из известных и высоко квалифицированных специалистов». Так, при его директорстве, в институте работали: Пётр Демчук, Владимир Свидзинский, Николай Сияк и Владимир Юринец.
Сам Иван Соловей своей заслугой называл рост количества студентов на факультете, а затем и в институте, примерно на 500—700 человек в год. Так в 1927 году на факультете политического образования обучалось 180 студентов, а в 1935 году во Всеукраинском институте коммунистического образования — 1800 без учёта слушателей вечерних факультетов. Также Соловей отмечал рост имущественного обеспечения учреждения с 3 тысяч рублей в 1927 году до 15 миллионов рублей в 1935 году.
Иван Соловей был уволен с должности директора в 1935 году, в следующем году он возглавил городской отдел образования в Харькове. Оставался в должности до ареста 18 января 1937 года. Его обвиняли по статьям 548, 5411 Уголовного кодекса Украинской ССР 1927 года за участие в «контрреволюционной террористической организации». Для дальнейшего рассмотрения дела, обвиняемый был направлен в Киев в распоряжение Управления государственной безопасности НКВД УССР. 15 июля 1937 года Военная коллегия Верховного Суда СССР вынесла приговор, в котором признала Ивана Соловья виновным в совершении преступлений, предусмотренных 548, 5411 УК УССР 1927 года и приговорила его к высшей мере наказания (расстрелу) с конфискацией всего личного имущества. Он был расстрелян в тот же день после вынесения приговора в Киеве.
Иван Соловей был полностью реабилитирован 15 февраля 1958 года благодаря ходатайству его вдовы.